# Pärna (Emmaste)
Pärna – wieś w Estonii, w prowincji Hiuma, w gminie Emmaste.